# Я и ты и все, кого мы знаем
«Я и ты и все, кого мы знаем» (англ. Me and You and Everyone We Know) — романтическая комедия с элементами драмы, снятая дебютанткой Мирандой Джулай по её собственному сценарию, также она исполнила главную женскую роль. Вышедший в 2005 году фильм получил специальный приз от жюри на кинофестивале в Санденсе и четыре премии на Каннском кинофестивале, включая «Золотую камеру».

## Сюжет
Ричард — продавец обуви и недавно разведённый отец двоих детей, знакомится с таксисткой Кристин, которая увлекается видео-артом. У пары начинаются романтические отношения, на фоне которых развиваются второстепенные сюжетные линии, связанные с малолетними детьми Ричарда и его коллегой по работе, извращенцем Эндрю.

## В ролях
| Актёр              | Роль                                     |
| ------------------ | ---------------------------------------- |
| Миранда Джулай     | таксистка и художница Кристин Джесперсон |
| Джон Хоукс         | продавец обуви Ричард Суирси             |
| Майлз Томпсон      | сын Ричарда Питер Суирси                 |
| Брэндон Рэтклифф   | сын Ричарда Робби Суирси                 |
| Брэд Уильям Хэнке  | работник обувного магазина Эндрю         |
| Нейджарра Таунсенд | соседка Ричарда Ребекка                  |
| Эллен Гир          | пожилая женщина Эллен                    |

## Критика
На Metacritic фильм получил оценку 72 балла из 100. Рейтинг на Rotten Tomatoes составил 81%.
Известный кинокритик Роджер Эберт включил дебютную работу Миранды Джулай в список лучших фильмов десятилетия.
В свою очередь, Питер Брэдшоу из The Guardian негативно отзывался о фильме.